# نادي دالاس للمشترين
نادي دالاس للمشترين (بالإنجليزية: Dallas Buyers Club)‏ هو فيلم سيرة ذاتية ودراما من إخراج جون مارك فاليه،تآليف كريغ بورتن وميليسا والك، وبطولة ماثيو ماكونهي ،جينيفر غارنر وجاريد ليتو.
الفيلم مبني على أحداث حقيقية؛ حيث يتركز حول رون وودوورف؛ المصاب بالإيدز، والذي يبدأ في تهريب أدوية غير مرخصة إلى داخل تكساس للمساعدة في تخفيف أعراض مرضه.
عُرِض الفيلم لأول مرة في مهرجان تورونتو السينمائي الدولي لسنة 2013 وأُصدِر مسرحيًّا بتاريخ 1 نوفمبر 2013 ثم عالميًا في 22 نوفمبر. قوبل الفيلم باستحسان من النقاد وفاز بعدة جوائز وقد جذب الممثلان ماثيو ماكونهي وجاريد ليتو لهما.
حصل نادي دالاس للمشترين على إشادة كبيرة من النقاد والجمهور وتلقى العديد من الجوائز والترشيحات، حيث حصل على جائزتي غولدن غلوب: أفضل ممثل لماكونهي وأفضل ممثل مساعد لليتو. كما ترشح لستة جوائز أوسكار منها أفضل فيلم و‌أفضل ممثل و‌أفضل ممثل مساعد و‌أفضل سيناريو أصلي، وفاز بثلاثة منها وهي أفضل ممثل لماثيو، أفضل ممثل مساعد لجاريد وأفضل مكياج وتصفيف شعر.

## طاقم التمثيل
- ماثيو ماكونهي في دور رون.
- جينيفر غارنر في دور إيف ساكس.
- جاريد ليتو في دور رايون.
- ستيف زان في دور توكر.
- دالاس روبرتس في دور ديفيد واين.

## قصة
يدور الفيلم حول الأحداث الحقيقية من حياة رون وودوورف، الذي يُصاب بالإيدز ويخبره طبيبه بأن المدة المتبقية من حياته هي ثلاثون يومًا، ثم يتعرف على رايون وهو مريض آخر بالإيدز، وتبدأ رحلتهما في تهريب الأدوية وبيعها بشكل غير قانوني.

## الإصدار
أُطلِق العرض الدعائي الأول للفيلم بتاريخ 27 أغسطس 2013 وعُرِض لأول مرة في مهرجان تورونتو السينمائي الدولي بتاريخ 7 سبتمبر، ثم أُصدِر في 1 نوفمبر 2013.

## الاستقبال النقدي
عندما عرض الفيلم في مهرجان تورونتو السينمائي الدولي، حصل نادي دالاس للمشترين على إشادة كبيرة من النقاد والجمهور، حيث نال الممثلون (خصوصا ماثيو وجاريد) الجزء الأكبر من الإشادة. 93% من المراجعات جائت إيجابية على موقع الطماطم الفاسدة بنائاً على 174 مراجعة نقدية، مع متوسط تقييم 10/7.7. كان الإجماع النقدي للموقع: «نادي دالاس للمشترين يقع على أكتاف ماثيو ماكونهي الهزيلة وهو يحمل العبء بأمان مع ما قد يكون أفضل أداء في مسيرته.» على ميتاكريتيك حاصل على متوسط تقييم 100/84 بناءً على 45 مراجعة.

## روابط خارجية
- الموقع الرسمي
- نادي دالاس للمشترين على موقع IMDb (الإنجليزية)
- نادي دالاس للمشترين على موقع ميتاكريتيك (الإنجليزية)
- نادي دالاس للمشترين على موقع الموسوعة البريطانية (الإنجليزية)
- نادي دالاس للمشترين على موقع روتن توميتوز (الإنجليزية)
- نادي دالاس للمشترين على موقع نتفليكس (الإنجليزية)
- نادي دالاس للمشترين على موقع قاعدة بيانات الأفلام العربية
- نادي دالاس للمشترين على موقع ألو سيني (الفرنسية)
- نادي دالاس للمشترين على موقع Turner Classic Movies (الإنجليزية)
- نادي دالاس للمشترين على موقع أول موفي (الإنجليزية)
- نادي دالاس للمشترين على موقع بوكس أوفيس موجو (الإنجليزية)